# Katedra Trójcy Przenajświętszej w Drohiczynie
Katedra Trójcy Przenajświętszej w Drohiczynie – świątynia rzymskokatolicka, katedra diecezji drohiczyńskiej i kościół parafialny parafii Trójcy Przenajświętszej w Drohiczynie. Kościół wybudowany został w latach 1696–1709 w stylu barokowym. Dawniej pełnił funkcję kościoła klasztornego zakonu jezuitów.

## Historia

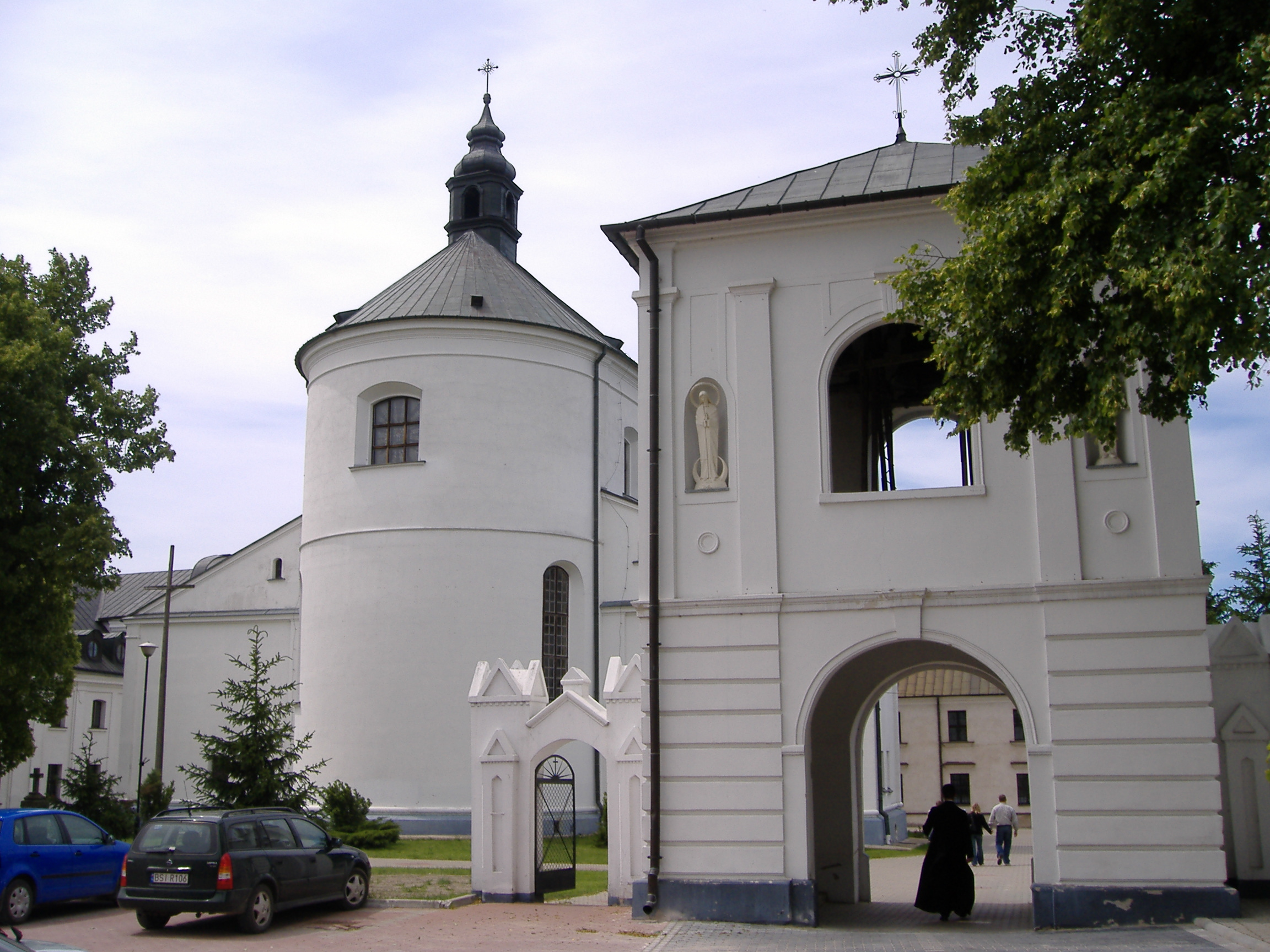
Katedra Trójcy Przenajświętszej z 1709 i dzwonnica z 1885 r.

Pierwotny kościół fundował Władysław Jagiełło w 1392. Pierwszy kościół murowany zbudowano w 1555 roku w stylu renesansowym. W czasie potopu szwedzkiego kościół został zniszczony 3 maja 1657 roku przez wojska węgiersko-siedmiogrodzkie Jerzego II Rakoczego. Po zniszczeniu parafię przekazano zakonowi jezuitów. W 1659 roku król zgodził się na przekazanie beneficjum zakonowi jezuitów, w 1661 roku parafię objął pierwszy jezuita, a w dniu 1 czerwca 1664 r. król zrzekł się praw kolatorskich na rzecz superiora jezuitów o. Aleksandra Bielińskiego. Jezuici po 1696 roku rozpoczęli budowę nowego orientowanego kościoła w stylu barokowym z funduszów gwardiana o. Aleksandra Żardeckiego/Zardeckiego. Budowa została ukończona w 1709 roku. Wyposażenie wnętrza ufundował kasztelan podlaski Wiktoryn Kuczyński. Konsekracji 10 stycznia 1723 r. dokonał biskup łucki Stefan Bogusław Rupniewski. W XVIII wieku w kościele odbywały się wojewódzkie i ziemskie sejmiki szlachty podlaskiej. Po kasacie zakonu jezuitów w 1773 roku parafię przekazano w 1781 r. zakonowi pijarów.
Kościół został zniszczony podczas I wojny światowej w latach 1914–1918 i odbudowany w 1919. Ponownie kościół został poważnie zdewastowany wiosną 1940 roku przez wojska radzieckie. Zniszczono wtedy 14 ołtarzy, dębowe konfesjonały i ławki, barokową ambonę, epitafia miejscowej szlachty i liczne obrazy. Szczególną stratą było zniszczenie ołtarza głównego, którego nie odtworzono do dzisiaj (w jego miejscu ustawiono ołtarz stylizowany). Kolejny szkód dokonali Niemcy w latach 1941–1944. Odrestaurowany częściowo w latach 1945-1957.
W 1991 roku kościół stał się katedrą diecezji drohiczyńskiej.

## Architektura
Kościół jest trójnawową bazyliką zbudowaną w stylu barokowym z cegły, na rzucie prostokąta. Korpus ma cztery przęsła i jednoprzęsłowe półkoliście zamknięte prezbiterium, które ma wysokość i szerokość równe nawie głównej. Do prezbiterium po bokach przylegają zakrystia i skarbczyk. Nawa środkowa otwarta jest do bocznych półkolistymi arkadami na czworobocznych filarach. Nawę środkową przykrywa sklepienie kolebkowe z lunetami, boczne nawy przykrywa sklepienie krzyżowe. Chór wsparto na półkolistych arkadach z wklęsło–wypukłym balkonem.

## Wystrój wnętrza
Późnogotycki krucyfiks z końca XVI wieku. Rzeźba barokowa Chrystusa Zmartwychwstałego z XVIII w. Monstrancja rokokowa. Pseudobarokowy ołtarz główny wzniesiono po 1945 roku w miejscu zniszczonego w 1941 roku w czasie II wojny światowej. W obecnym ołtarzu znajdują się obrazy Trójcy Świętej i Matki Boskiej Ostrobramskiej. Chrzcielnica z początku XVII wieku w stylu późnorenesansowym. W kruchcie wmurowane detale z kościoła renesansowego z 1555 roku.

## Pochowani w kryptach
- Wiktoryn Kuczyński herbu Ślepowron (1668–1737) – kasztelan podlaski
- Aniela z Chądzyńskich (zm. 1741) – żona kasztelana Wiktoryna Kuczyńskiego
- Marcin Kuczyński (zm. 1751) – chorąży ziemi bielskiej
- Stefan Kuczyński (1704–1773) – superior miejscowego klasztoru jezuitów
- biskup piński Kazimierz Bukraba (1885–1946)
- wikariusz generalny diecezji pińskiej Jan Wasilewski (1885–1948)
- biskup drohiczyński Władysław Jędruszuk (1918–1994)

## Tablice pamiątkowe
10 czerwca 2010 w podziemiach katedry odsłonięto tablicę pamiątkową poświęconą ofiarom katastrofy polskiego Tu-154 w Smoleńsku; w uroczystości wzięła udział Karolina Kaczorowska, wdowa po ostatnim prezydencie RP na uchodźstwie Ryszardzie Kaczorowskim.

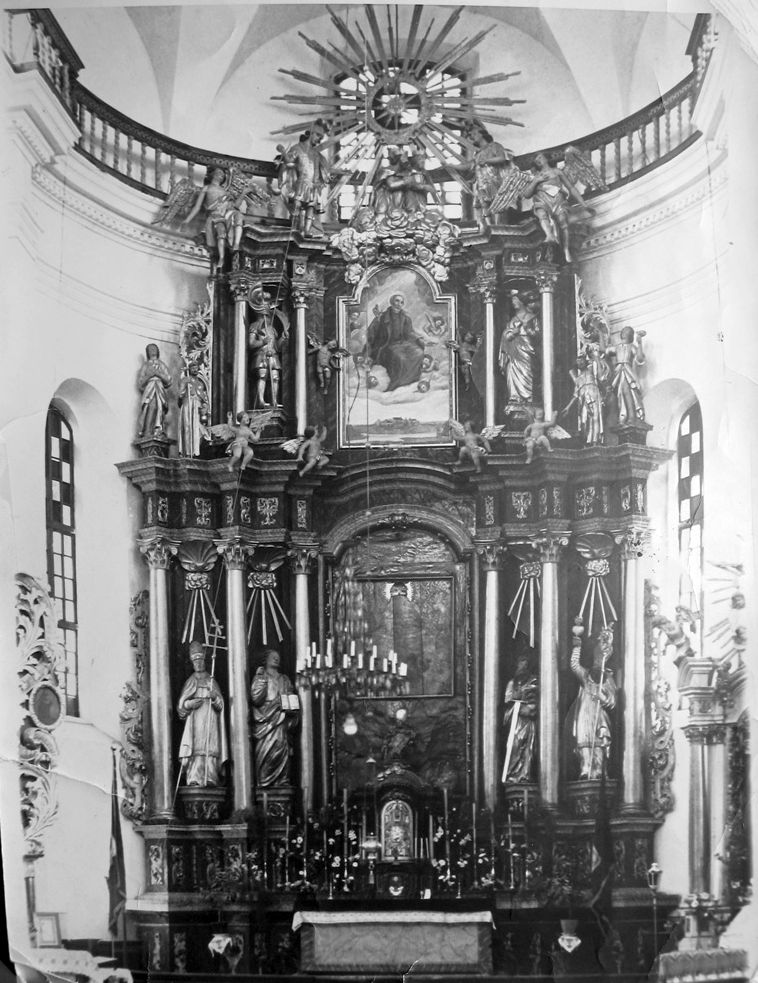
Ołtarz w kościele zniszczony w 1940 roku przez Sowietów
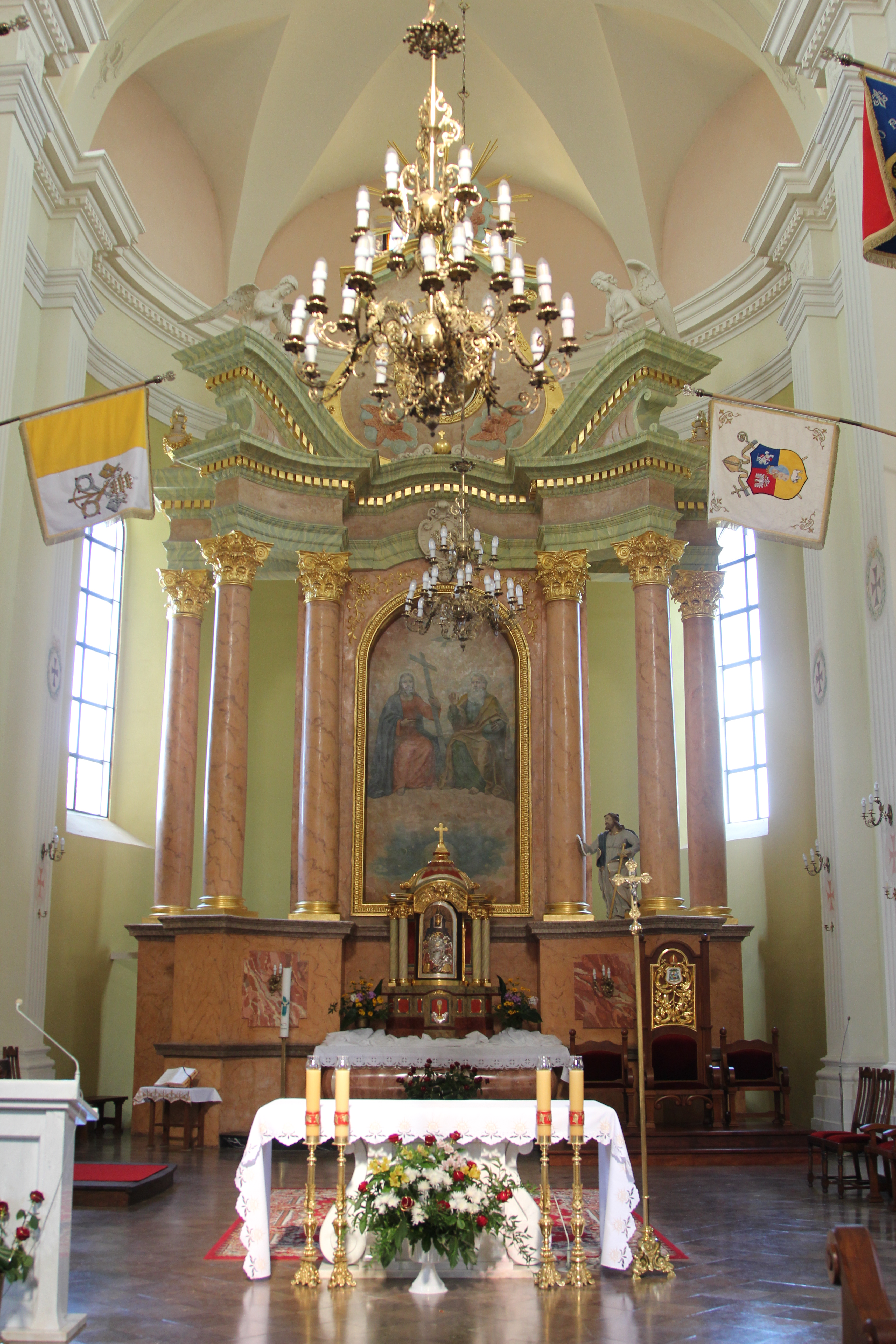
Współczesny ołtarz główny
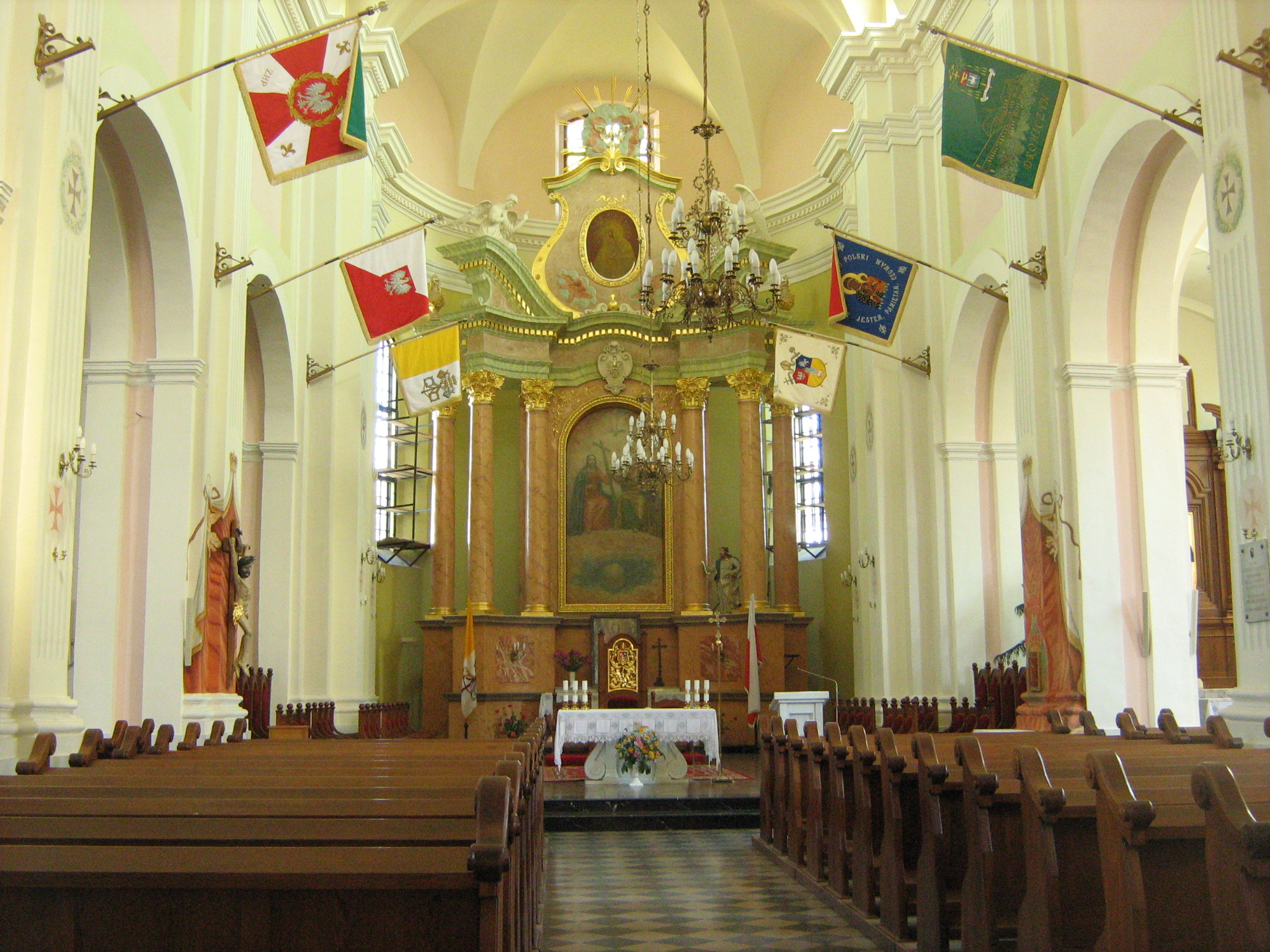
Nawa główna
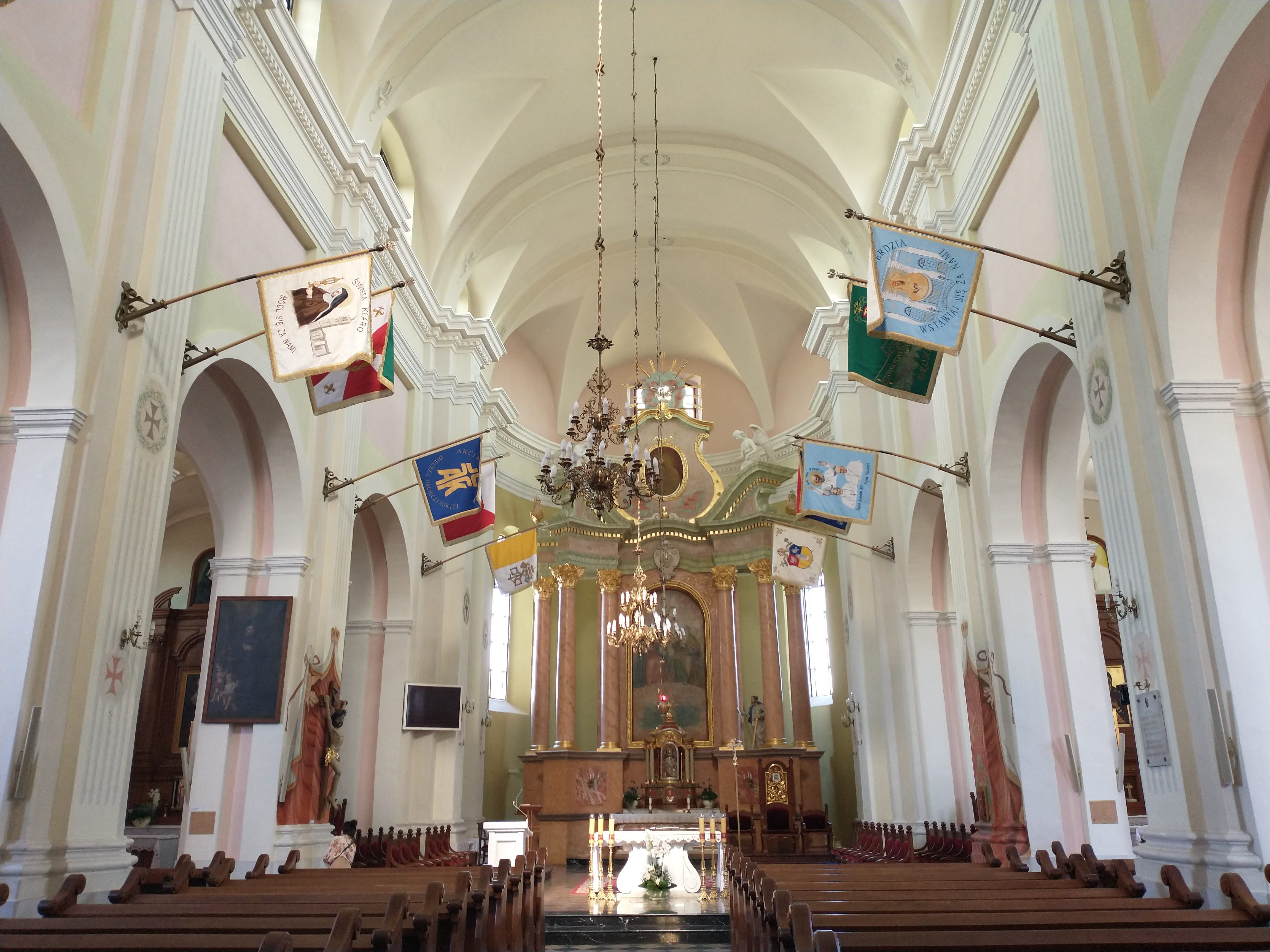
Nawa główna
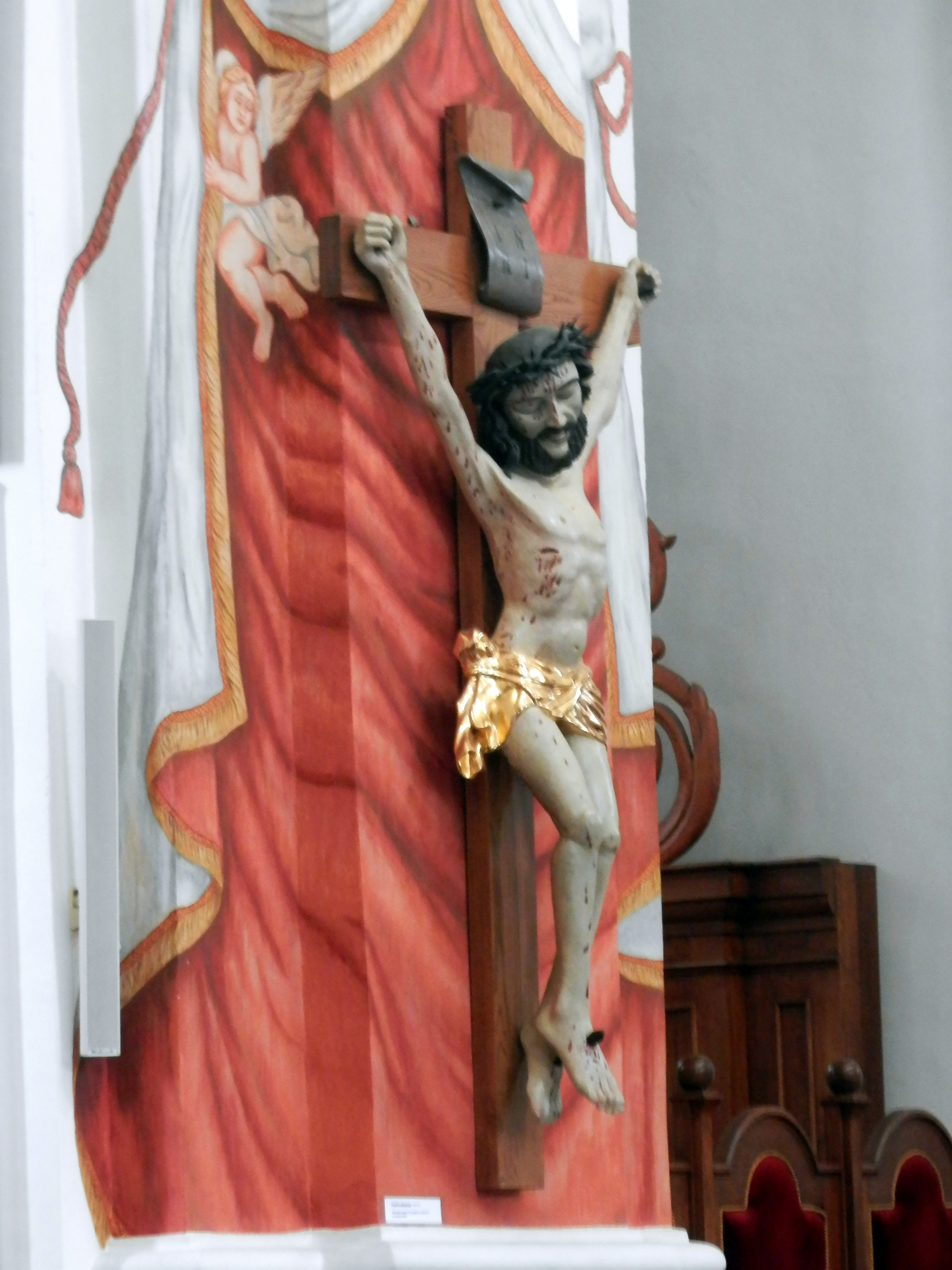
Krucyfiks
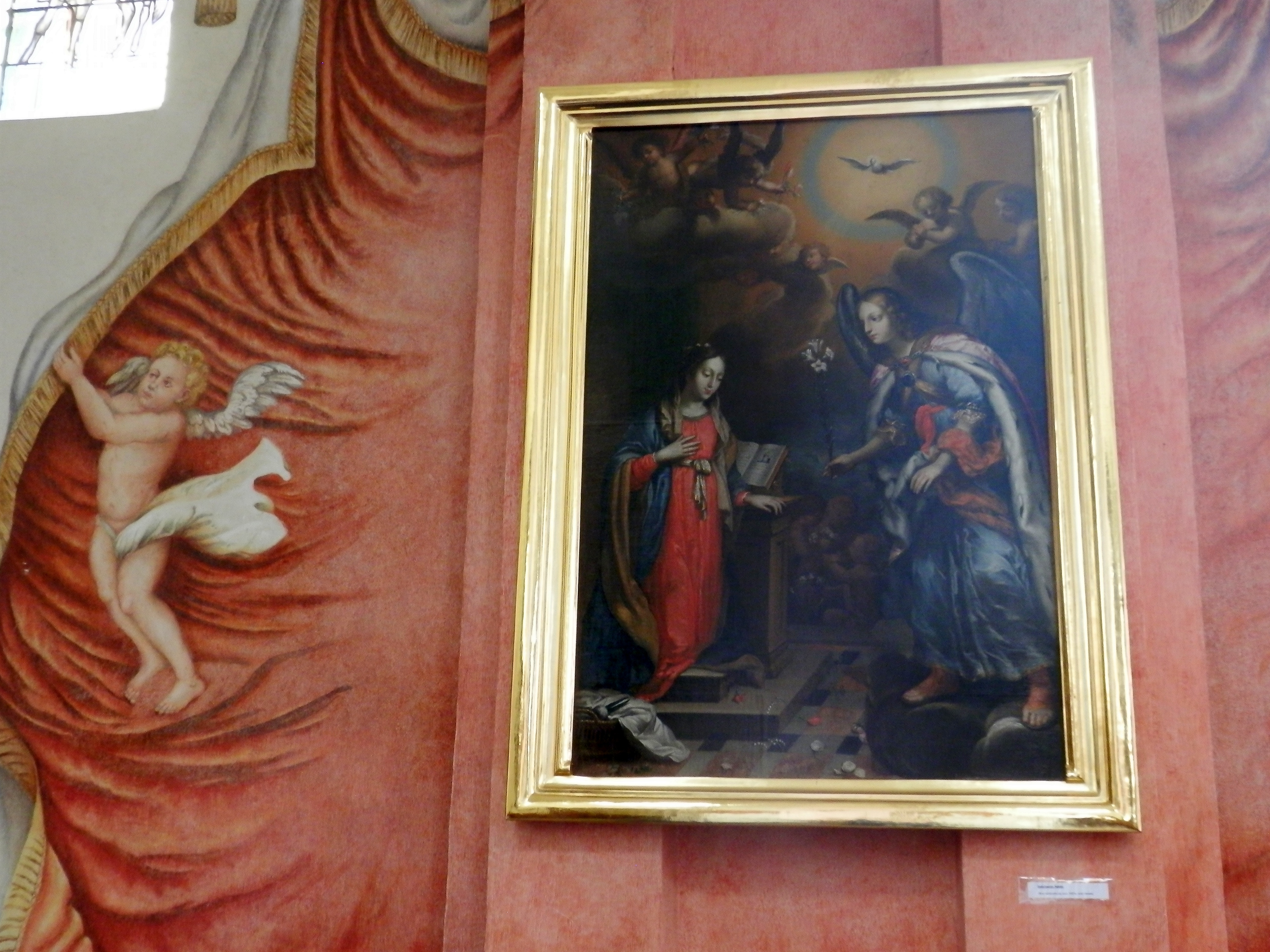